# Липник (округ Пр'євідза)
Липник (словац. Lipník) — село, громада округу Пр'євідза, Тренчинський край. Кадастрова площа громади — 5.49 км².
Населення 566 осіб (станом на 31 грудня 2020 року).

## Історія
Липник згадується 1355 року.

## Населення
| Рік:            | 1994. | 2004.   | 2014.   | 2024.    |
| --------------- | ----- | ------- | ------- | -------- |
| Кількість осіб: | 486   | 477     | 511     | 595      |
| Різниця:        |       | -1,85 % | +7,12 % | +16,43 % |

| Рік:            | 2023. | 2024.   |
| --------------- | ----- | ------- |
| Кількість осіб: | 597   | 595     |
| Різниця:        |       | -0,33 % |